# Emmanuel Clottey (Fußballspieler)
Emmanuel Atukwei Clottey (* 30. August 1987 in Accra) ist ghanaischer ehemaliger Fußballspieler.
Clottey war in der Saison 2006/2007 Torschützenkönig der ghanaischen Premier League.
Anfang 2008 wechselte er mit mäßigem Erfolg von seinem Heimatclub Accra Great Olympics zum FC Wacker Innsbruck. Auch seine Saison 2008/2009 beim dänischen Club Odense BK war erfolglos. Zurück in der Heimat erstarkte er. Für Berekum Chelsea war er mit Abstand bester Torschütze der CAF Champions League 2012 und wechselte zum tunesischen Klub Espérance Tunis. Ab 2015 spielte er eine Saison in seiner Heimat und dann auf Zypern. Nach fast zwei Jahren ohne Verein war er wieder in Ghana zurück. 2021 beendete er seine Karriere.
Er ist Olympianationalspieler Ghanas und gehört auch zum erweiterten Kreis der A-Nationalmannschaft.